# Шнейдеров, Владимир Адольфович
Владимир Адольфович Шне́йдеров (15 [28] июля 1900, Москва, Российская империя — 4 января 1973[…], Москва) — советский путешественник, режиссёр и телеведущий. Народный артист РСФСР (1969). Член ВКП(б) с 1926 года.

## Биография
Родился 28 июля 1900 года в Москве.
В 1917 году, окончив реальное училище, вступил добровольцем в РККА.
Путешествовать по стране стал после революции и установления Советской власти. Уже в 1924 году снял просветительские короткометражные фильмы «По Самарканду» и «По Узбекистану». 
В 1925 году участвовал в советской авиационной экспедиции по маршруту Москва — Монголия — Китай, по мотивам которой снял фильм «Великий перелёт».
В 1928 году снял фильм «Подножие смерти» на основе своих путешествий по Памиру.
Летом 1929 года посетил юг Аравийского полуострова, где встречался как с простыми людьми, так и с местным принцем, и собирал информацию о стране, по которой в 1930 году был выпущен фильм «Эль-Иемен», а в 1931 одноимённая книга об экспедиции.
В 1932 — руководитель экспедиции на Тянь-Шань.
В середине 1930-х поставил художественные фильмы, наиболее известны из них — «Джульбарс» (1936) и «Ущелье Аламасов» (1937).
После войны Шнейдеров создал цикл научно-популярных фильмов «Путешествия по СССР», где показывал природу и жизнь людей практически во всех уголках Советского Союза. С 1960 года стал ведущим легендарной передачи «Клуб кинопутешествий», где проработал практически до своей смерти. В 1973 году передача была переименована в «Клуб путешественников» и её стал вести другой известный путешественник, бывший начальник дрейфующей станции СП-4 — Евгений Иванович Толстиков, а спустя короткое время — профессор географических наук Андрей Григорьевич Банников. После него, с 1974 года передачу стал вести Юрий Сенкевич. Позже программа, имеющая более двух тысяч выпусков, попала в Книгу рекордов Гиннесса.
В разные годы передача удостаивалась ряда премий, как международных (Франция, Швейцария, Германия, Италия), так и национальных («ТЭФИ», «Хрустальный глобус»).
C первых выпусков передача «Клуб путешественников» стала одной из самых популярных в стране, и в 1963 году Владимир Шнейдеров был назначен руководителем творческого объединения географических фильмов студии «Центрнаучфильм».
Скончался на 73-м году жизни 4 января 1973 года. Похоронен в Москве в колумбарии Новодевичьего кладбища.

## Интересные факты

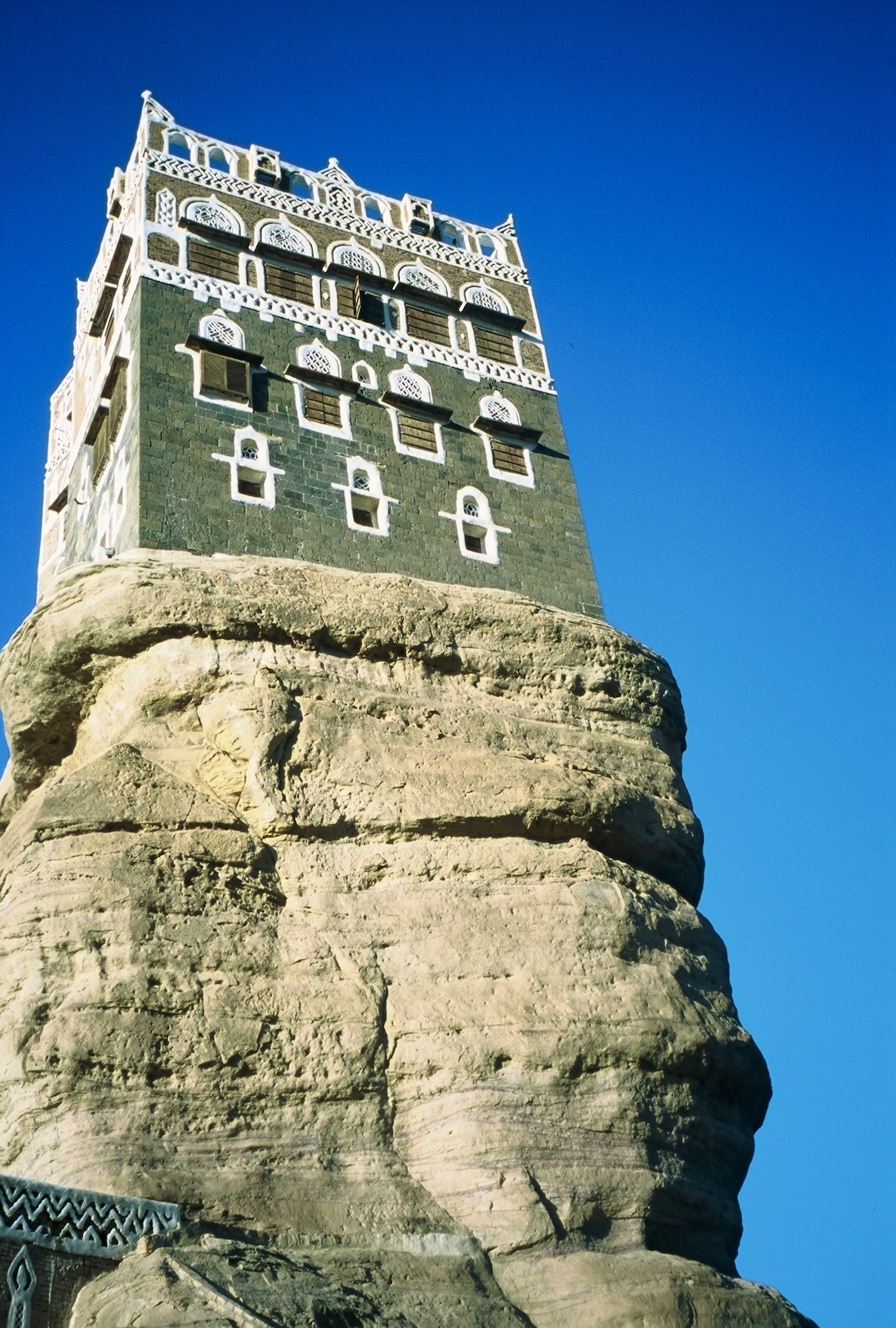
Дворец короля Йемена

- Название фильма о Памире «Подножие смерти» на бадахшанских наречиях звучит как «Памир».
- Владимир Шнейдеров с киногруппой в 1929 году помогли в электрификации дворца короля Йемена, после чего получили право беспрепятственного передвижения с солидной охраной по закрытой для большинства иностранцев стране.
- В 1978 году о Владимире Шнейдерове был снят короткометражный документальный фильм «Владимир Шнейдеров».[5]
- После Великой Октябрьской социалистической революции 1917 г. Владимир Шнейдеров был командиром отряда бойскаутов. Этому отряду была поручена внутригородская курьерская связь Московского военного округа. В отряде состоял будущий радист-полярник Эрнст Кренкель.

## Фильмография
- 1924 По Самарканду, По Узбекистану
- 1925 Великий перелёт
- 1928 Подножие смерти
- 1930 Эль-Йемен (Аль-Йемен)
- 1931 На высоте 4500
- 1933 Два океана
- 1934 Золотое озеро
- 1935 Джульбарс
- 1937 Ущелье Аламасов
- 1938 Гайчи
- 1946—1959 киносерия «Путешествия по СССР»
- 1953 Происхождение жизни
- 1958 Под небом древних пустынь
- 1960 Чарльз Дарвин
- 1962 Жозеф Мартин

## Основные публикации
- Шнейдеров В. А. Великим Северным (Поход «Сибирякова») / Предисл. О. Ю. Шмидта; Послесл. Е. И. Толстикова; Худож. А. Скородумов. — 2-е изд., испр. и доп. — М.: Географгиз, 1963. — 200, [12] с. — (Путешествия. Приключения. Фантастика). — 50 000 экз.

## Награды и звания
- Орден Ленина
- Орден Трудового Красного Знамени
- Орден Красной Звезды (14.04.1944)
- медали
- Заслуженный деятель искусств РСФСР (6 января 1955)
- Народный артист РСФСР (29 сентября 1969)